# Benny Barnes (Musiker)
Benny Barnes (* 1. Januar 1936 in Beaumont, Texas, als Benjamin M. Barnes, Jr.; † 27. August 1987 ebenda) war ein US-amerikanischer Country-Musiker. Barnes gelangen in den späten 1950er-Jahren einige Hits in den Country-Charts.

## Leben

### Kindheit und Jugend
Benny Barnes wurde in Beaumont, Texas, geboren. Angaben über sein Geburtsdatum sind widersprüchlich; Allmusic gibt 1934 als Geburtsjahr an, während Hillbilly-Music.com und Terry Gordon 1936 nennen. Barnes besuchte die Schule in Beaumont und arbeitete seit dem 15. Lebensalter wie sein Vater und sein Großvater auf den dortigen Ölfeldern. Barnes begann, Gitarre zu spielen und wurde maßgeblich von der Country-Musik geprägt. 

### Anfänge bei Starday
Um 1954 widmete Barnes sich mehr und mehr der Musik. Zu dieser Zeit machte er als Gitarrist für George Jones seine ersten Plattenaufnahmen. 1956, nach einem Unfall auf den Ölfeldern, widmete er sich ganz der Musik und wurde von Starday als Ersatz für Jones unter Vertrag genommen, der zu Mercury Records wechselte. Barnes‘ im September 1956 veröffentlichter Song Poor Man’s Riches, geschrieben von J.P. Richardson, wurde 1957 von Mercury übernommen und zu einem Hit mit einem Platz zwei der Billboard Country-Charts. Der Erfolg führte zu Gastauftritten in der Grand Ole Opry sowie zu einem festen Engagement beim Louisiana Hayride.
Neben Sleepy LaBeef arbeitete Barnes in den Jahren 1956/1957 für Starday auch als Johnny-Cash-Imitator und coverte andere aktuelle Country-Hits für Stardays „Hillbilly Hit Parade“. Erwähnenswerte Aufnahmen hierfür sind unter anderem Cover von I Walk the Line, There You Go und Train of Love.

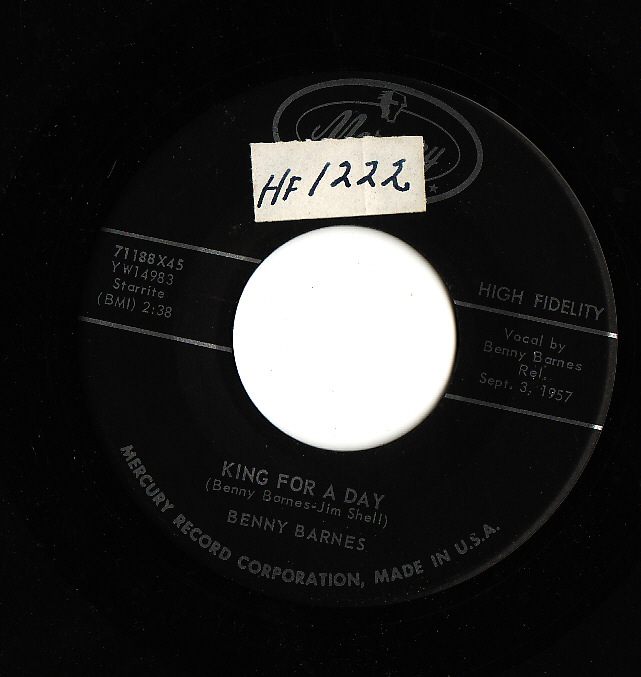
King for a Day, 1957

Der Erfolg von Poor Man’s Riches sicherte Barnes einen Vertrag bei Mercury, doch ein Anschlusserfolg wollte sich nicht einstellen. Mit den Echoes versuchte er sich mit Moon Over My Shoulder (Mercury, 1958) und You Gotta Pay (Starday, 1958) am Rockabilly, doch auch hier konnten keine Erfolge verzeichnet werden. Mit Gold Records in the Snow für D Records 1959 zollte er den im Februar 1959 verunglückten Rock’n’Roll-Musikern Buddy Holly, J.P. Richardson und Ritchie Valens einen Tribut.

### Spätere Karriere
Seine professionelle Karriere gab Barnes 1960 auf und zog zurück nach Beaumont, wo er die Bar The Blue Lantern eröffnete. In den nächsten Jahren spielte er weiterhin Platten ein und erzielte 1961 bei Mercury mit Yearing einen kleinen Hit. 1965 kam ein weiterer kleiner Erfolg mit einem Remake des Slim-Dusty-Hits A Pub with No Beer unter dem Titel Bar with No Beer. Es folgten Aufnahmen für Hallway, Kapp, Musicor, Mega, Starday und Playboy. Seinen letzten Hit hatte Barnes 1977 mit I‘ve Got Some Getting Over You to Do.
Nach einem kurzen Aufenthalt in Kalifornien 1970 eröffnete Barnes 1971 die Benny Barnes Melody Ranch, wo er regelmäßig mit seiner Band, den Ranch Hands, auftrat und äußerst populär blieb. Über Barnes‘ Sterbedatum gibt es ebenso viele widersprüchliche Angaben wie über sein Geburtsdatum. Allmusic und Terry Gordon nennen 1985, Hillbilly-Music.com und das Museum of the Gulf Coast 1987.

## Diskographie

### Singles
| Jahr | Titel                                                                 | Label #          | US Country |
| ---- | --------------------------------------------------------------------- | ---------------- | ---------- |
| 1956 | No Fault of Mine / Once Again                                         | Starday 236      |            |
| 1956 | Poor Man’s Riches / Those Who Know                                    | Starday 262      | 2 / -      |
| 1957 | Poor Man’s Riches / Those Who Know                                    | Mercury 71048x45 |            |
| 1957 | Poor Ole Me / Penalty                                                 | Mercury 71057x45 |            |
| 1957 | Nickel’s Worth of Dream / Mine All Mine                               | Mercury 71119x45 |            |
| 1957 | King for a Day / Your Old Standby                                     | Mercury 71188x45 |            |
| 1958 | Moon Over My Shoulder / Lonely Street (mit den Echoes)                | Mercury 71284x45 |            |
| 1958 | You Gotta Pay / Heads You Win (mit den Echoes)                        | Starday 401      |            |
| 1959 | Gold Records in the Snow / Happy Little Blue Bird                     | D 1052           |            |
| 1959 | Fastest Gun in Town / Beggar to a King                                | Mercury 71552x45 |            |
| 1960 | That a Boy Willie / Token of Love                                     | Mercury 71600x45 |            |
| 1960 | Message in the Wind / Pretty Little Girl                              | Mercury 71637x45 |            |
| 1960 | You’re Still On My Mind / I’ll Think I’ll Take a Walk                 | Mercury 71717x45 |            |
| 1961 | Yearning / Go On, Go On                                               | Mercury 71806x45 | 22 / -     |
| 1961 | I Changed My Mind / World’s Worst Letter                              | Mercury 71896x45 |            |
| 1962 | Gee, I Feel Sorry for Me / How Blue Can You Get                       | Hallway 1909     |            |
| 1965 | Let Me Live As Long As I Can / Tea Leaves Don’t Lie                   | Musicor 1100     |            |
| 1965 | Have We Really Tried / Heartaches Comin’                              | Musicor 1127     |            |
| 1965 | Headed for Heartbreak / A Bar with No Beer                            | Hall-Way 1203    |            |
| 1965 | It’s Good to Be Home / For a Minute There                             | Hall-Way 1207    |            |
| 1966 | Diesel Smoke / That’s How I Need You                                  | Musicor 1169     |            |
| 1966 | Stand By Your Window / You’re Not There                               | Musicor 1194     |            |
| 1966 | Third Time Down / What’s the Matter with Me                           | Musicor 1223     |            |
| 1967 | Bar with No Beer / Headed for Heartbreak                              | Kapp 859         |            |
| 1967 | I’m Her Lover / Same Old Boat                                         | Musicor 1247     |            |
| 1967 | Let One Call Do It All / Rosanna Martin                               | Musicor 1277     |            |
| 1968 | Sweet Suzannah / It’s My Mind That’s Broken                           | Kapp 912         |            |
| 1968 | Cheating Traces / Mr. & Misses Minus the Kisses                       | Musicor 1290     |            |
| 1968 | Destiny’s Child / I’d Be Lost Without You                             | Kapp 930         |            |
| 1972 | I’m Just Here to Get My Baby Off My Mind / Woman, Leave My Mind Alone | Mega 0071        |            |
| 1972 | Take Me Back to the Country / I’m So Afraid of Losing You             | Guyden 6003      |            |
| 1973 | Chillie Smith / Poor Man’s Riches                                     | Starday 978      |            |
| 1976 | Can’t Keep My Hands Off You / Little Brown Paper Back Blues           | Playboy 6084     |            |
| 1977 | I’ll Drink to That / I’ve Got Some Getting Over You to Do             | Playboy 5808     | - / 94     |
| 1982 | If You Could See Me Now / I Wanna See a Honky-Tonk Angel Fly          | KIK 908          |            |